# جسیکا می
جسیکا می (انگلیسی: Jessica May؛ زادهٔ ۵ دسامبر ۱۹۹۳) بازیگر و مدل اهل برزیل است. وی از سال ۲۰۱۷ میلادی تاکنون مشغول فعالیت بوده‌است.